# Ferenczy Károly (festő)

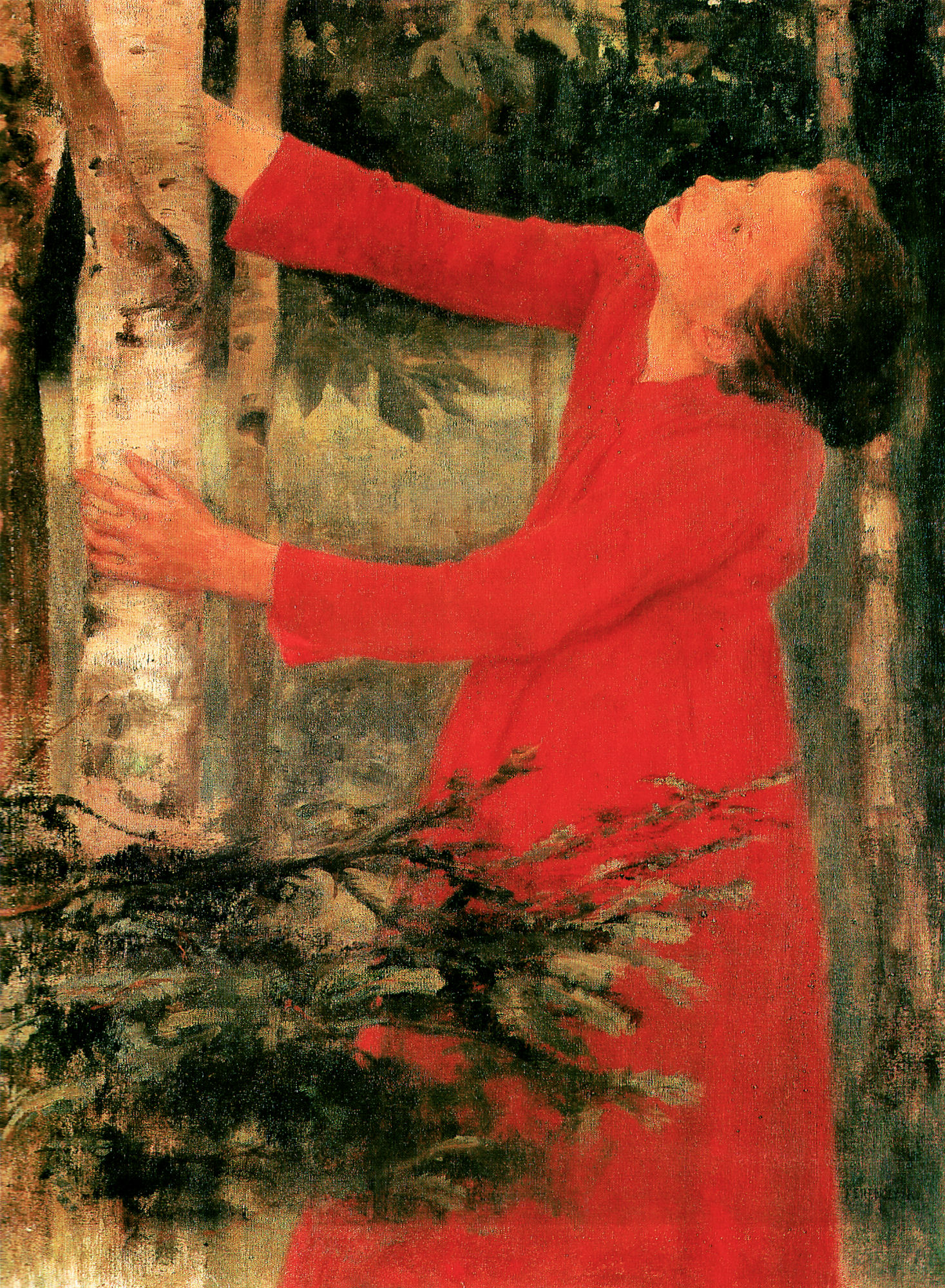
Madárdal

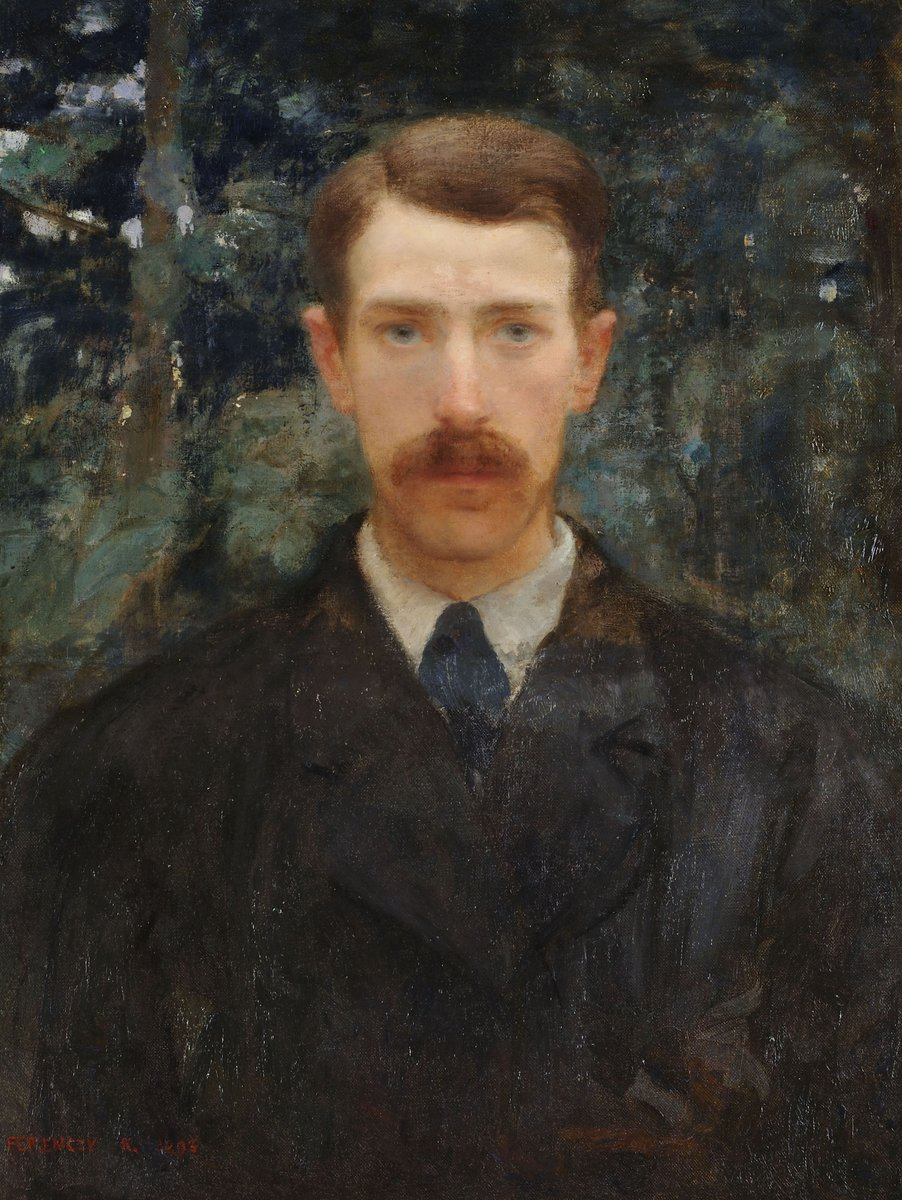
Önarckép, 1893

Ferenczy Károly (született Freund) (Bécs, 1862. február 8. – Budapest, 1917. március 18.) magyar festő, a nagybányai művésztelep első nemzedékének kiemelkedő képviselője.

## Élete
Bánáti német család sarja: apja Freund Károly földbirtokos volt, a bécsi Magyar Minisztérium magas rangú hivatalnoka, később az Első Erdélyi Vasúttársaság igazgatója. Édesanyja, Graenzenstein Ida nem sokkal Károly születése után meghalt. Bátyja Ferenczy Ferenc idővel a Kereskedelmi Minisztérium osztálytanácsosa és ismert színműíró lett.
Iskolai tanulmányait 1871-ben a pesti pesti piaristáknál kezdte, majd 1873 és 1875 között Sopronban, Laehne Frigyes német tannyelvű, evangélikus magániskolájában folytatta. Budapesten, a Markó utcai Pesti Császári és Királyi Katolikus Főgimnáziumban érettségizett 1880-ban. Budapesten jogot tanult, majd id. Wodianer Albert báró Nyitra-völgyi birtokán egyéves gazdálkodó gyakorlatot szerzett. 1884-ben a Magyaróvári Magyar Királyi Gazdasági Akadémián szerzett mezőgazdász oklevelet. Tanulmányait befejezve a Krassó-Szörény vármegye temesi járásához tartozó, bánsági Gavosdián fekvő családi birtokra tért haza, ahol gazdálkodni kezdett. Érdeklődése itt fordult komolyabban a festészet felé.
Ahogy a művészetek iránti érdeklődése és távoli rokona, Fialka Olga festőnő iránt érzett szerelme mind fontosabbá vált életében, felhagyott a birtok irányításával, ő is elkezdett csak a festészettel foglalkozni. 1884-ben Rómába utaztak tanulmányútra, majd 1885 őszén néhány hónapig Münchenben tanult képzőművészetet. 1885. november 14-én Körmöcbányán feleségül vette Fialka Olgát, és rá nyolc napra megszületett első gyermekük, Ferenczy Valér.
1886-ban magyarosították családnevüket. A Freund nevet édesapjuk kezdeményezésére az egész család egyszerre magyarosította Ferenczyre. Ezután családostól Münchenbe utazott, hogy ott továbbtanuljon, ahol megismerkedett Hollósy Simonnal és Csók Istvánnal. Ezután Nápolyban beiratkozott az ottani Képzőművészeti Akadémiára. 1887–1889 között a párizsi Julian Akadémián tanult tovább. Tanárai Tony Robert-Fleury és William-Adolphe Bouguereau voltak. Hazatérve 1889-ben Szentendrén telepedett le családjával; a közönség a Műcsarnok téli kiállításán ismerhette meg munkásságát. 1890-ben születtek ikergyermekei, Noémi és Béni.
1892-ben visszatért Münchenbe, ahol 1896-ig élt. 1896-ban Hollósy Simonnal, Réti Istvánnal, Thorma Jánossal, Csók Istvánnal Iványi-Grünwald Bélával megalapították a nagybányai művésztelepet. 1902-től a Nagybányai Szabad Festőiskola egyik vezető mestere. Ebben az évben a Műcsarnok téli tárlatán Márciusi est című festményével elnyerte a Lipótvárosi Kaszinó 1000 koronás díját. A képet a müncheni Secession nemzetközi kiállításán is bemutatta.
1903 őszén művészeti magániskolát nyitott Pesten, az Andrássy út 67-ben. Első gyűjteményes kiállításán, a Nemzeti Szalonban nyolcvanhat képet vonultatott fel. Eközben családja a dalmáciai Lussin Grande szigetén élt. Ferenczy 1904 tavaszán és őszén is meglátogatta őket, és tengeri motívumokat festett. A Saint Louis-i világkiállításon Festőnő; Noémi kibontott hajjal című képét bronzéremmel tüntették ki. Festő és modell (műteremben) című, a Műcsarnok téli kiállításán bemutatott képét a magyar állam vásárolta meg.
1905-ben a müncheni Glaspalast IX. nemzetközi kiállítására nevezett képeivel (Fürdés előtt, Október) másodosztályú érmet érdemelt ki. Festő és modell (műteremben) című festményével elnyerte a VI. Velencei biennálé nagy aranyérmét. A Művészet című folyóiratban Meller Simon, a Hazánkban Fülep Lajos elemezte művészetét.
1906-ban a Magyar Királyi Mintarajztanoda tanárává; a tanodában alakrajzot és festést tanított.
1907-ben a Nemzeti Szalon alelnökeként ő rendezte az annak új épületét felavató kiállítást. Az első csoportos kiállításon tizenegy művével szerepelt. A MIÉNK (Magyar Impresszionisták és Naturalisták Köre) alapító tagjaként 1908-ban Szinyei Merse Pállal és Rippl-Rónai Józseffel hármasban ő szervezte a MIÉNK első kiállítását, amin tíz képével szerepelt. Még abban az évben Londonban, az Earl’s Courtban rendezett magyar kiállításon nyolc művét mutatták be az angol közönségnek.
1909-ben a MIÉNK második kiállításán nyolc képével szerepelt. Ebben az évben szervezte meg Rózsa Miklós a Művészház egyesületet, amelynek vezetőségi tagja lett. Kiállított Münchenben, a Glaspalast X. nemzetközi kiállításán és a VIII. Velencei Biennálén (négy képet:
- Keresztlevétel
- Weiner Adolfné arcképe
- Önarckép (1893)
- Henyélés

1910-ben a MIÉNK harmadik (utolsó) tárlatán hét képét állította ki, Berlinben, a Secession kurfürstendammi termében rendezett, Magyar Mesterek című kiállításon huszonnégyet. Részt vett a berlini éves nagy, nemzetközi kiállításon is. A Művészházban két kiállításon szerepelt (Bibliai kiállítás, Nemzetközi impresszionista kiállítás), a IX. Velencei Biennálén négy képpel. Ettől az évtől évente forgó rendszerben Réti Istvánnal és Thorma Jánossal hárman vezették felváltva a nagybányai szabadiskolát.
1911-ben a Művészház első tisztújító közgyűlésén az igazgatóság tagjává választották. Október 21-én megalakult a Nagybányai Festők Társasága, aminek ő lett az első elnöke. Rómában a nemzetközi kiállításon öt művét mutatta be. A Műcsarnok téli jubiláris kiállításán Hármas arckép (Testvérek) című munkájával elnyerte a nagy állami aranyérmet.
1912-ben a Művészház éves közgyűlésén lemondott tisztségéről. Ebben az évben ő vezette a nagybányai festőiskolát, és ő rendezte annak jubileumi tárlatát, amin tizennyolc képpel szerepelt.
1913-ban, második gyűjteményes kiállításán 83 művet (festményeket és grafikákat) mutatott be a Műcsarnokban a közelmúlt terméséből. A Glaspalast XI. nemzetközi kiállításán Anya gyermekével című festményével elnyerte a kiállítás nagy aranyérmét.
1914-ben a Műcsarnok tavaszi tárlatán Női akt vörös háttérrel című képét Vaszary Kolos-díjjal jutalmazták. Ő rendezte a XIV. Velencei Biennálé magyar kiállítását; 12 saját képét külön teremben helyezték el. Az első világháború kitörésekor éppen Nagybányán időzött, ahol szeptemberben átvette az iskola vezetését.
1915-ben a Műcsarnok tavaszi tárlatán Pietà című képével elnyerte a Társulat 4000 koronás nagydíját. Krónikus betegsége egyre súlyosbodott; 1914–16-ban egyebek közt Pöstyénben, a sziléziai Lindewiesében, a svájci Leysinben és a szlavóniai Lipikfürdőn kezelték.
1916-ban gyermekeivel közös kiállítása nyílt az Ernst Múzeumban.
1917-ben romló egészsége miatt lemondott a Nagybányai Festők Társaságának elnökségéről. Március 18-án, a Baross utcai klinikán hunyt el.

## Leszármazottai
Mindhárom gyereke művész lett:
- Ferenczy Noémi (festő és gobelinművész)
- Ferenczy Béni (szobrász, grafikus)
- Ferenczy Valér (festő, grafikus)

## Emlékezete
A Szépművészeti Múzeumban ravatalozták fel, majd a Kerepesi temetőben helyezték végső nyugalomra. Hagyatéki kiállítását 1918-ban, az Ernst Múzeumban rendezték meg. Síremlékét, amit fia, Béni tervezett, születése 100. évfordulóján, 1962-ben avatták fel.

## Munkássága
Ferenczy Károly volt a magyarországi impresszionizmus legjobb mestere. Festészete több szakaszra bontható. Az első korszaka inkább „finom naturalistának” mondható, műveire a leíró ábrázolásmód jellemző. Eleinte zsánertémákat dolgoz fel, dekoratív stíluselemekkel kombinálva. Müncheni korszakában megjelentek a szimbolizmussal és szecesszióval érintkező panteista elemek. Nagybányai éveinek kezdetén monumentális bibliai kompozíciókat festett, képein ekkor már egyre inkább megjelent az impresszionistákra jellemző színgazdagság. A napfény festése kötötte le érdeklődését, ugyanakkor lényeges maradt számára az emberalak és arc kifejezése is. Késői korszakában a posztimpresszionizmus formaproblémái foglalkoztatták.
Műveit már-már beteges önkritikával vizsgálta, egy időben rendszeresen átfestette őket (előfordulnak másfél centis festékréteget magukon hordó vásznai), később egyszerre több példányban, párhuzamosan dolgozott ugyanazon a témán, apró eltérésekkel, hogy módja legyen utólag a legmegfelelőbb verziót kiválasztani. Elégedetlenségének így is több műve áldozatul esett, megsemmisítette őket, illetve gyakran szétszabdalta, így a ma ismert képei gyakran korábbi, nagyobb kompozíciók részletei.
Ferenczy Károly a 20. századi magyar festészet egyik legjelentősebb képviselője. Művészete rendkívül nagy hatással volt, a kortárs és az utána következő festőnemzedékre. Képeit a szentendrei Ferenczy Múzeumban csodálhatjuk meg eredetiben.

## Kiállítások
- Emlékkiállítás, (1922)
- Gyűjteményes kiállítás, Magyar Nemzeti Galéria (2011–12)

## Főbb művei

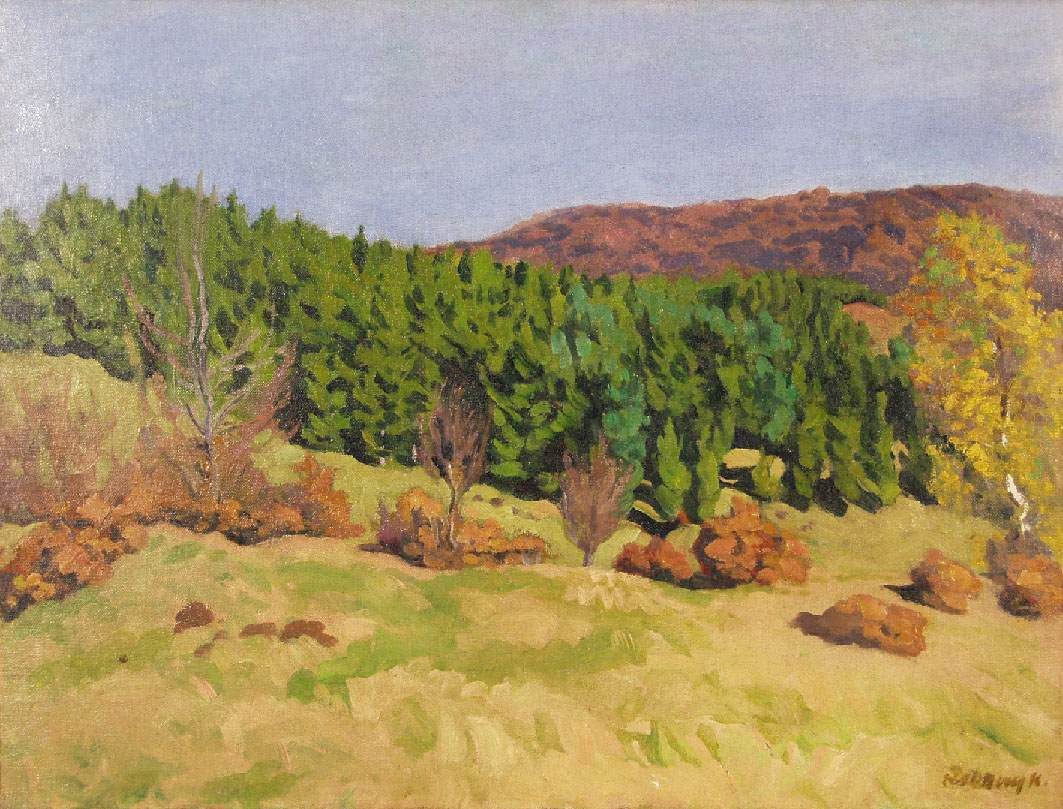
Izvora ősszel (1909)

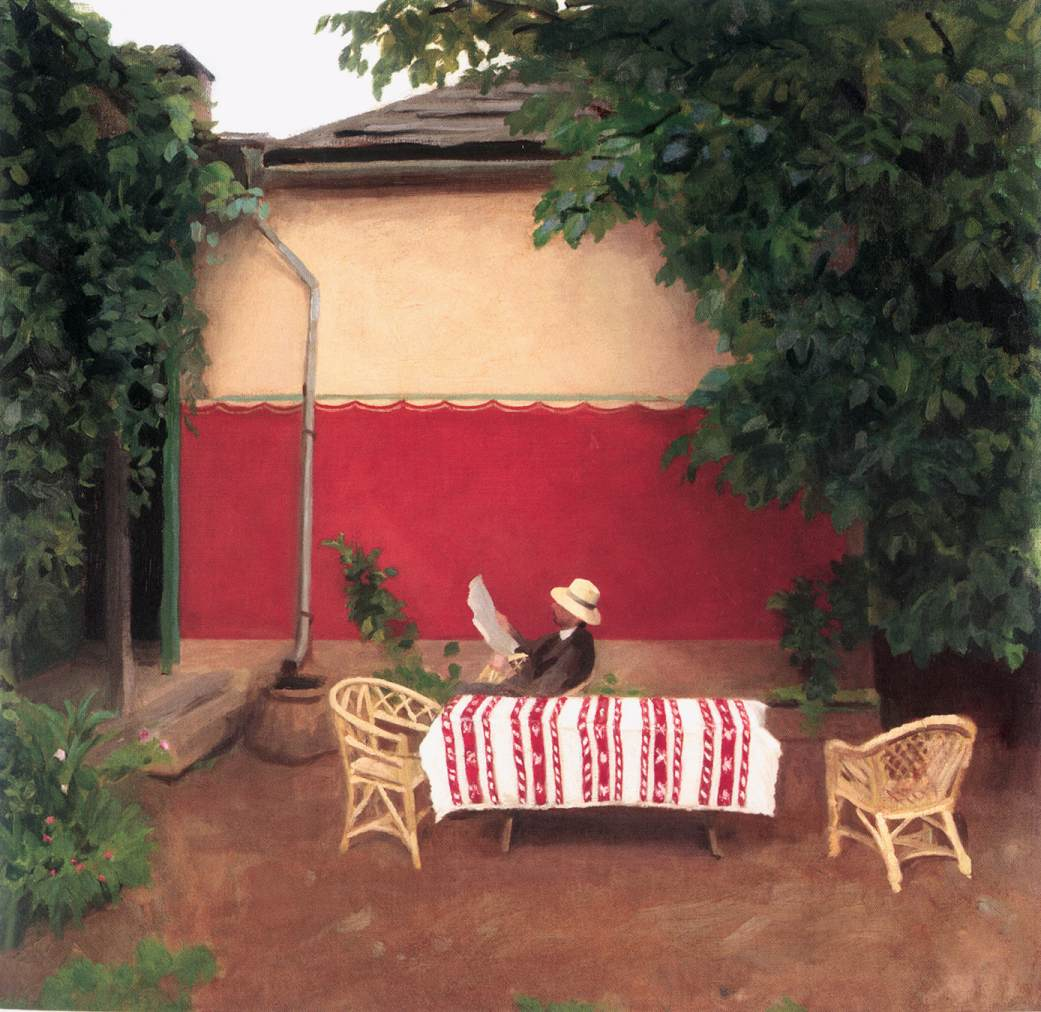
Vörös fal (1910)

Október (1903)

- Esti fürdés (Fürdő ifjak) (1906)Ferenczy Károly sírja Budapesten. Kerepesi temető: 34/2-1-15. Ferenczy Béni alkotása

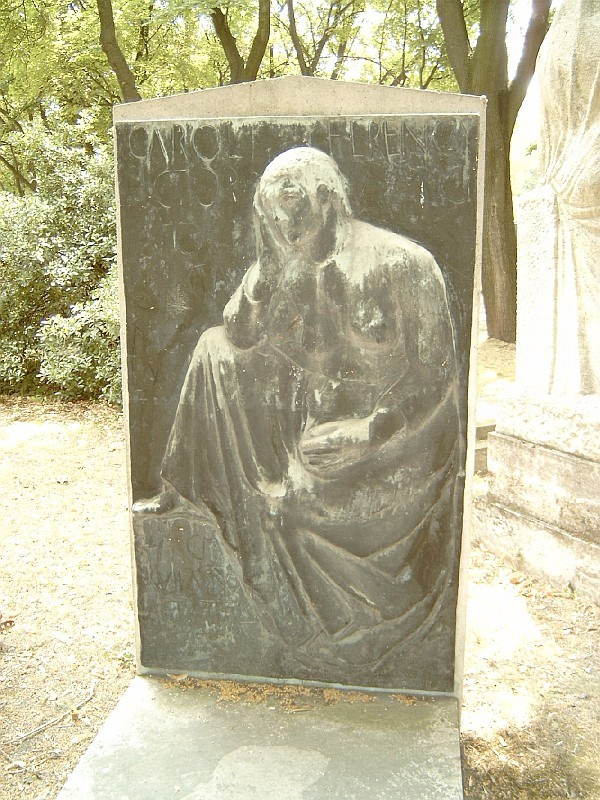
Ferenczy Károly sírja Budapesten. Kerepesi temető: 34/2-1-15. Ferenczy Béni alkotása

- Leányok virágokat gondoznak (1889)
- Esti hangulat lovakkal (1889)
- Kertészek (1891)
- Önarckép (1893)
- Madárdal (1893)
- Orfeusz (1894)
- Királyok hódolása (1895)
- Hegyi beszéd (1896)
- A háromkirályok (1898)
- Hazatérő favágók (1899)
- Józsefet eladják testvérei (1900)
- Gesztenyefák (1900)
- Dombtetőn (1901)
- Nyári reggel (1902)
- Márciusi est (1902)
- Fürdőző fiúk (1902)
- Önarckép (1903)
- Festőnő (1903)
- Keresztlevétel (1903)
- Templom (1903)
- Október (1903)
- Napos délelőtt (1905)
- Gyermekek ponnykon (1905)
- Nyári nap (1906)
- A tékozló fiú (1907)
- Kettős arckép (Noémi és Béni) (1908)
- Önarckép (1910)
- A vörös fal IV. (1910)
- Akt zöld háttérrel (1911)
- Hármas arckép (1911)
- Artisták (1913)
- Női akt vörös háttérrel (1913)
- Pietà (1913)
- Női akt korállal (1914)
- Alvó cigányleány (1915)
- Cigánylány (1916)

## Társasági tagság
- MIÉNK